# ヨーゼフ・リシン
ヨーゼフ・リシン（ドイツ語: Josef Rissin；ロシア語: Иосиф Рисин；フランス語: Joseph Ryssine、本名：ヨシフ・イズラエレヴィッチ・リーシン、ロシア語: Иосиф Израилевич Рысин、1944年 - ）は、ラトビアのリガに生まれた、ドイツのヴァイオリニスト、作曲家。

## 経歴
生い立ち
1944年、ラトビア・ソビエト社会主義共和国・ラトビアのリガに生まれた。1962年、モスクワ音楽院に入学し、ボリス・ベレンキー (Борис Беленький) に師事。国際的なコンクールでは、1967年のエリザベート王妃国際音楽コンクールのヴァイオリン部門で第10位、1969年のパガニーニ国際コンクールで第6位に入賞を果たした。
ドイツ移住
後に、ドイツへ移住。ニコロ・パガニーニやウジェーヌ・イザイ、パウル・ヒンデミットなどの無伴奏バイオリンのための作品をアルバムとしてリリースし、さらに妻であるピアニスト、オルガ・リシン＝モレノヴォイ (Ольга Рисин-Мореновой) との共演により、フランツ・シューベルト、ロベルト・シューマン、ダリウス・ミヨーらの幻想曲や、ガリーナ・ウストヴォーリスカヤ作のヴァイオリンとピアノのソナタなどを発表した。
教育者としては、カールスルーエ音楽大学教授としてヴァイオリンを教えた。リシンの弟子で最も有名になったのは、ローラン＝アルブレヒト・ブロイニンガーとセルゲイ・ハチャトゥリアンである。日系ドイツ人のヴァイオリニスト、コー・ガブリエル・カメダもリシンの弟子である。